# 恩特布吕克
恩特布吕克是德国北莱茵-威斯特法伦州的一个市镇。总面积70.98平方公里，总人口7144人，其中男性3602人，女性3542人（2011年12月31日），人口密度101人/平方公里。